# Pterygotrigla polyommata
Pterygotrigla polyommata és una espècie de peix pertanyent a la família dels tríglids.

## Descripció
- Fa 62 cm de llargària màxima.[5][6]

## Hàbitat
És un peix marí, demersal i de clima temperat (21°S-43°S) que viu entre 35-400 m de fondària.

## Distribució geogràfica
Es troba al Pacífic sud-occidental: el sud d'Austràlia (des d'Austràlia Occidental fins a Tasmània i Nova Gal·les del Sud) i Nova Zelanda.

## Costums
És bentònic.

## Observacions
És inofensiu per als humans.